# Vergiftiging in de Oranjeboomstraat
De vergiftiging in de Oranjeboomstraat was een geruchtmakende vergiftigingszaak eind 19e eeuw in Nederland. Catharina van Viegen vermoordde haar man en haar dochter met arsenicum. Ze kreeg hiervoor de levenslange gevangenisstraf.

## Betrokkenen
Het echtpaar Jens Peter Sörensen (42 jaar toen hij werd vermoord) en Catharina van Viegen (40 jaar) en hun twee kinderen Catharina (17 jaar) en Marie Louise (7 jaar) woonden op de Oranjeboomstraat in Rotterdam. De twee buitenechtelijke kinderen waren bij het huwelijk door Jens Peter Sörensen erkend. Na het huwelijk werden nog drie kinderen geboren, maar ze stierven alle drie in het eerste levensjaar.
Jens Peter Sörensen was een Deen, geboren in Kopenhagen. Hij had bij de Nederlandse marine gediend. Na in Nederlands-Indië te zijn geweest, zwaaide hij af en kreeg 140 gulden pensioen per jaar. Hij voer als stuurman op een waterboot, waarmee hij 9 gulden in de week verdiende.
Het echtpaar verhuurde kamers in hun woning aan kostgangers.
Dochter Catharina was kwekeling en verdiende 200 gulden per jaar als hulponderwijzeres. Ze zou in januari 1899 het examen voor de hoofdakte doen.

## Sterfgevallen

### Jens Peter Sörensen
Voor zijn dood merkten zijn collega's op de boot meermalen op dat hij er slecht uitzag. Jens Peter Sörensen antwoordde dan: 'Ik geloof dat ze me willen vergiftigen,' zonder te zeggen wie hij bedoelde.
In september 1897 kwam hij thuis van zijn werk met pijn in zijn arm. Hij had er al langer pijn aan, maar die dag was het zo erg dat hij zijn werk als stuurman niet had kunnen doen. De volgende morgen was hij zo ziek dat hij niet kon werken. Hij had hevige pijnen en krampen, en moest veel braken. Hij stierf de volgende nacht op 14 september 1897. De dokter bepaalde de doodsoorzaak op apoplexie.
Op zijn leven waren verschillende verzekeringen en begrafenisfondsen gesloten; in totaal werd ruim 1100 gulden uitgekeerd. Een inwonende vrouw zou tijdens de rechtszaak verklaren dat Catharina van Viegen de levensverzekering buiten haar man om had verhoogd. Toen hij daarachter was gekomen, kreeg het echtpaar ruzie.
Zijn vrouw drong aan op een snelle en nette, maar zo goedkoop mogelijke begrafenis. Hij werd in de laagste, vierde klasse begraven: op een apart deel van de begraafplaats, zonder grafsteen maar met een nummer op een koperen plaatje .

### Mozes Samuel Cohen
Een klein jaar later, op 2 juni 1898, kwam Mozes Samuel Cohen (59 jaar toen hij werd vermoord) als kostganger inwonen. Hij lag in scheiding met zijn vrouw en leefde al twee jaar gescheiden van haar. Hij betaalde 55 gulden per maand voor kost en inwoning.
Al snel werd hij ook ziek. Hij braakte groen en bruin braaksel met een verschrikkelijke geur. Na drie dagen overleed hij op 19 juni 1898. De dokters die hem hadden bezocht, twijfelden over de doodsoorzaak. Ze bespraken onderling dat het mogelijk was dat hij zichzelf met arsenicum had vergiftigd, maar lieten die gedachte weer los omdat er geen sprake was van bloedige urine.
In de bontkraag van zijn jas bleek hij voor 13.000 gulden aan effecten verstopt te hebben. Hij liet alles na aan zijn vrouw.

### Catharina Sörensen
In augustus 1898 werd dochter Catharina (inmiddels 18 jaar) ziek. Haar moeder zei tegen de toen inwonende kostganger en buren dat ze kou had gevat, toen ze met open raam had staan strijken. De ziekteverschijnselen kwamen overeen met die van Cohen. Ze overleed op 21 augustus 1898. De dokter vond het een raar ziekteverloop en dacht ook even aan vergiftiging, maar kon de ziekteverschijnselen niet terugbrengen tot een vergif. Hij bepaalde de doodsoorzaak op buikvliesontsteking.
Op haar leven waren ook verschillende verzekeringen gesloten. In 1884 was een verzekering van 50 gulden afgesloten. Een maand voor haar dochters overlijden verhoogde Van Viegen het bedrag tot ruim 2000 gulden. Vlak voor de dood van haar dochter had Van Viegen deze verzekeringspolissen aan een kredietbank ter belening aangeboden. Voordat de kredietbank een beslissing had genomen, stierf haar dochter en vroeg Van Viegen de polissen terug. Ook Catharina werd in de laagste klasse begraven.

## Afloop

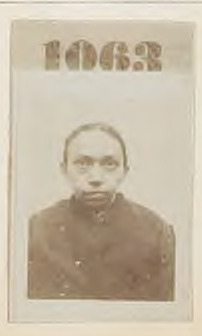
Catharina van Viegen

### Onderzoek
Een man die vlak voor Cohen als kostganger was komen inwonen, stapte na het overlijden van de dochter naar de politie. De politie deed een huiszoeking en nam diverse goederen voor onderzoek in beslag. Na de huiszoeking zei Van Viegen tegen enkele buurvrouwen dat er flesjes van haar man in de keukenkast stonden waarvan ze de inhoud niet vertrouwde.
Na onderzoek bleek een zakje op de bovenste plank in de keukenkast 64 gram arsenicum te bevatten. Hierop werd Catharina van Viegen op 9 september 1898 gearresteerd en op 16 september 1898 in preventieve hechtenis genomen.

### Lijkopgravingen
Zes lijken werden opgegraven en gerechtelijk geschouwd, ook die van de overleden baby's. Bij drie lijken werden sporen van arsenicum gevonden.
De lijkschouwing van Jens Peter Sörensen toonde geen doodsoorzaak aan. In het laboratorium van de stadsapotheek onderzochten apothekers A. Robertson en Van Itallie daarna de lichaamsdelen. Er werd in totaal 140 milligram arsenicum gevonden; 55 milligram in de nieren, 25 milligram in de lever, de rest in de maag.
Ook de lijkschouwing van Cohen toonde geen doodsoorzaak aan. Er werd een gezwel gevonden dat de nier omgaf, maar het was onwaarschijnlijk dat hij hieraan was gestorven. Het laboratorium vond 29 milligram arsenicum in de maag van Cohen.
In het lijk van Catharina Sörensen werd 269 milligram arsenicum gevonden, het merendeel, 250 milligram, in de maag.
Tijdens de rechtszaak noemden dokters 100 tot 140 milligram arsenicum dodelijk. Dat Jens Peter en Catharina Sörensen door arsenicum waren omgekomen, was volgens de deskundigen nu zeker. Wat Cohen betreft spraken ze slechts het vermoeden uit.
Ondertussen ontkende Catharina van Viegen nog altijd, maar bleef vastzitten. Ruim een jaar na haar arrestatie was voldoende bewijsmateriaal gevonden en werd ze naar de openbare rechtszaak verwezen.

### Rechtszaak
Tijdens de rechtszaak verklaarden verschillende getuigen dat Catharina van Viegen bij hun geld had geleend dat ze weer terugbetaalde na een sterfgeval. Ook zeiden verschillende getuigen dat Van Viegen onaangedaan was na het overlijden van haar dochter, zelfs koud en gevoelloos.
Van Viegen bleek voor de dood van haar man aan een apothekersassistente die toen bij hun inwoonde om arsenicum gevraagd te hebben om kakkerlakken te verdrijven. De inwonende vrouw weigerde het haar te geven. Toen deze vrouw later met de apotheker trouwde en ze samen op huwelijksreis waren, ging Van Viegen in de apotheek om arsenicum vragen. Van Viegen loog daar dat ze eerder van de apothekersvrouw arsenicum had gekregen, maar opnieuw werd de verkoop geweigerd: de apotheek verkocht geen arsenicum aan particulieren. Van Viegen had aan een andere inwonende vrouw gevraagd om bij een andere apotheek arsenicum te halen, maar de vrouw kwam terug met Parijsgroen, omdat ook deze apotheek geen arsenicum verkocht.
Onduidelijk bleef waar het gevonden arsenicum dan vandaan was gekomen, maar Van Viegen erkende dat het in huis was tijdens het overlijden van haar man, Cohen en haar dochter. Ze noemde het poetsgoed dat haar man van boord zou hebben meegebracht.
De aanklager wees erop dat het verdacht was dat bij de drie sterfgevallen verschillende dokters waren geroepen. Een dokter merkte tijdens de rechtszaak op dat de wijk Feijenoord van medische hulp was verstoken omdat drie Feijenoordse dokters tegelijkertijd aanwezig moesten zijn.

### Straf
Op 30 januari 1900 veroordeelde de rechtbank van Rotterdam Catharina van Viegen tot de levenslange gevangenisstraf. De rechtbank achtte bewezen dat ze haar man en dochter met voorbedachten rade had vermoord, maar niet bewezen dat ze ook Cohen had vergiftigd. Ze werd ook uit het ouderlijk gezag over haar jongste dochter ontzet.
Van Viegen ging in hoger beroep, net als het openbaar ministerie vanwege de vrijspraak van de moord op Cohen. Op 31 mei 1900 veroordeelde het gerechtshof te 's-Gravenhage haar tot dezelfde straf. De Hoge Raad wees haar cassatieverzoek af.
In september 1900 vertrok ze naar de vrouwengevangenis in Gorinchem. Met haar zaten er toen vier levenslang gestrafte vrouwen in de Gorinchemse gevangenis, onder wie de Leidse Gifmengster.
In 1932 overleed ze op 72-jarige leeftijd in het Rijkskrankzinnigengesticht te Woensel.

## In de media
De historische true crime podcastserie Moord Podcast besteedde aandacht aan deze zaak in de aflevering De gifmengster van Feyenoord.